# Drapeau de Curaçao
Le drapeau de Curaçao est un des symboles de l'île de Curaçao, État constitutionnel du Royaume des Pays-Bas. Après l'adoption du drapeau d'Aruba, Curaçao a reçu l'approbation pour avoir un drapeau en 1979. Deux mille conceptions ont été présentées à un Conseil spécial. Sur les 2000, dix ont été retenues, le Conseil en a choisi une parmi les dix le 29 novembre 1982. Finalement, et après quelques modifications, le drapeau a été adopté le 2 juillet 1984. Le drapeau est composé d'un champ bleu avec une bande horizontale jaune avec deux étoiles blanches de cinq pointes dans la partie supérieure gauche. 
Les parties bleues supérieure et inférieur représentent respectivement le ciel et la mer . 
La bande jaune représente le soleil brillant duquel jouit l'île. Les deux étoiles représentent Curaçao (la plus grande) et Klein Curaçao (la petite), bien qu'elles représentent aussi «l'amour et le bonheur ». Les cinq pointes des étoiles représentent les cinq continents, d'où proviennent les habitants de l'île. 
La bande horizontale a des proportions de 5:1 : 2. Les étoiles ont des diamètres de 1/6 et 2/9.

## Source
- (es) Cet article est partiellement ou en totalité issu de l’article de Wikipédia en espagnol intitulé « Bandera de Curazao » (voir la liste des auteurs).